# Dig (canción de Mudvayne)
«Dig» es el primer sencillo del primer álbum de estudio L.D. 50 la banda estadounidense de nu metal Mudvayne, lanzado en 2000.
La canción también aparece en el álbum recopilatorio Tattoo The Earth: The First Crusade, un álbum que muestra la nueva generación de bandas del siglo XXI.
El video musical fue dirigido por Thomas Mignone, y ganó el premio MTV2, en la gala de los MTV Video Music Awards 2001. El premio fue para honrar el mejor logro general por un acto, cuyo video se estrenó en MTV2 y recibió una importante rotación en el aire. También fue lanzado en formato video sencillo el cual fue certificado con el disco de oro en los Estados Unidos.

## Lista de canciones
| CD Promo |                    |          |  |
| N.º      | Título             | Duración |  |
| 1.       | «Dig» (Clean)      | 2:42     |  |
| 2.       | «Dig» (Lp Version) | 2:43     |  |

| Maxi-Single |                                |          |  |
| N.º         | Título                         | Duración |  |
| 1.          | «Dig» (Radio Edit)             | 2:43     |  |
| 2.          | «Nothing To Gein» (Radio Edit) | 4:15     |  |

## Posicionamiento en las listas
| Año  | Lista                                   | Posición |
| ---- | --------------------------------------- | -------- |
| 2000 | Estados Unidos (Mainstream Rock Tracks) | 32       |
| 2002 | Canadá (Canadian Singles Chart)         | 23       |